# Arkochóri
Arkochóri är en ort i Grekland.   Den ligger i prefekturen Nomós Imathías och regionen Mellersta Makedonien, i den norra delen av landet, 300 km norr om huvudstaden Aten. Arkochóri ligger 582 meter över havet och antalet invånare är 312.
Terrängen runt Arkochóri är kuperad österut, men västerut är den bergig. Runt Arkochóri är det ganska glesbefolkat, med 48 invånare per kvadratkilometer. Närmaste större samhälle är Náousa, 4,5 km norr om Arkochóri. I omgivningarna runt Arkochóri växer i huvudsak blandskog.